# Hydrophis stokesii
Hydrophis stokesii е вид змия от семейство Аспидови (Hydrophiidae).

## Разпространение
Видът е разпространен в Бангладеш, Виетнам, Индонезия, Иран, Камбоджа, Китай, Малайзия, Мианмар, Нова Каледония, Обединени арабски емирства, Оман, Пакистан, Папуа Нова Гвинея, Провинции в КНР, Сингапур, Тайван, Тайланд, Филипини, Шри Ланка и Япония.